# Aeroportul Regional Knox County
Aeroportul Regional Knox County (IATA: RKD, ICAO: KRKD, FAA LID: RKD) este un aeroport din Maine, Statele Unite ale Americii ce deservește zona Rockland⁠(d). Aeroportul a fost tranzitat în 2019 de 34.332 de pasageri. A fost deschis în 1943.
Situat la o altitudine de 17 m, aeroportul dispune de 2 piste.

## Infrastructură

### Piste
Aeroportul dispune de 2 piste. Pista 03/21 are suprafața de asfalt și dimensiunile 4.000 picioare × 100 picioare. Pista 13/31 are suprafața de asfalt și dimensiunile 5.007 picioare × 100 picioare. 